# 689
| [ Edytuj tabelę ]          |                                    |
| Cesarz Bizancjum           | - 685 Justynian II Rhinotmetos 695 |
| Chan Bułgarii              | - 681 Asparuch 701                 |
| Cesarz Chin                | - 684 Tang Ruizong 690             |
| Król Essexu                | - 664 Sebbi 694                    |
| Król Franków               | - 679 Teuderyk III 691             |
| Cesarz Japonii             | - 686 Jitō 697                     |
| Kalif                      | - 685 Abd al-Malik 705             |
| Patriarcha Konstantynopola | - 687 Paweł III 693                |
| Król Longobardów           | - 688 Kuninkpert 700               |
| Król Mercji                | - 675 Ethelred I 704               |
| Król Nortumbrii            | - 685 Aldfrith 704                 |
| Papież                     | - 687 Sergiusz I 701               |
| Król Wessexu               | - 688 Ine 726                      |
| Król Wizygotów             | - 687 Egika 701                    |

Rok 689 / DCLXXXIX
stulecia: VI wiek ~
VII wiek ~
VIII wiek

lata: 679 «
684 «
685 «
686 «
687 «
688 «
689
» 690
» 691
» 692
» 693
» 694
» 699